# Фонтен-ле-Люксёй
Фонте́н-ле-Люксёй (фр. Fontaine-lès-Luxeuil) — коммуна во Франции, находится в регионе Франш-Конте. Департамент — Верхняя Сона. Входит в состав кантона Сен-Лу-сюр-Семуз. Округ коммуны — Люр.
Код INSEE коммуны — 70240.

## География
Коммуна расположена приблизительно в 320 км к востоку от Парижа, в 75 км севернее Безансона, в 30 км к северо-востоку от Везуля.
По территории коммуны протекают реки Жермонво (фр. Germonvaux) и Рож (фр. Rôge).

## Население
Население коммуны на 2010 год составляло 1452 человека.
| 1962 | 1968 | 1975 | 1982 | 1990 | 1999 | 2010 |
| ---- | ---- | ---- | ---- | ---- | ---- | ---- |
| 1542 | 1576 | 1542 | 1552 | 1462 | 1437 | 1452 |

## Экономика

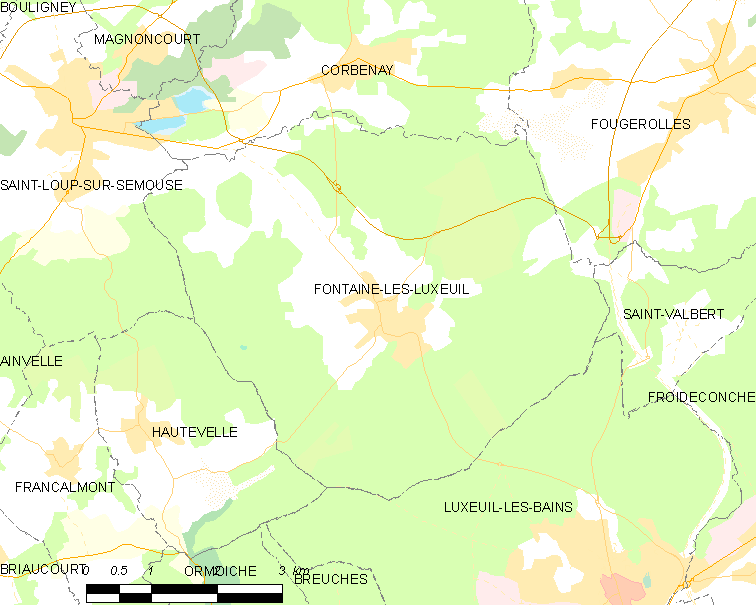
Карта коммуны

В 2010 году среди 923 человек трудоспособного возраста (15—64 лет) 642 были экономически активными, 281 — неактивными (показатель активности — 69,6 %, в 1999 году было 67,0 %). Из 642 активных жителей работали 584 человека (322 мужчины и 262 женщины), безработных было 58 (23 мужчины и 35 женщин). Среди 281 неактивных 69 человек были учениками или студентами, 105 — пенсионерами, 107 были неактивными по другим причинам.